# Tagab (huyện), Kapisa
Tagab là một huyện thuộc tỉnh Kapisa, Afghanistan. Dân số thời điểm năm 1999 là 60,966 người.